# Pavel z Miličína

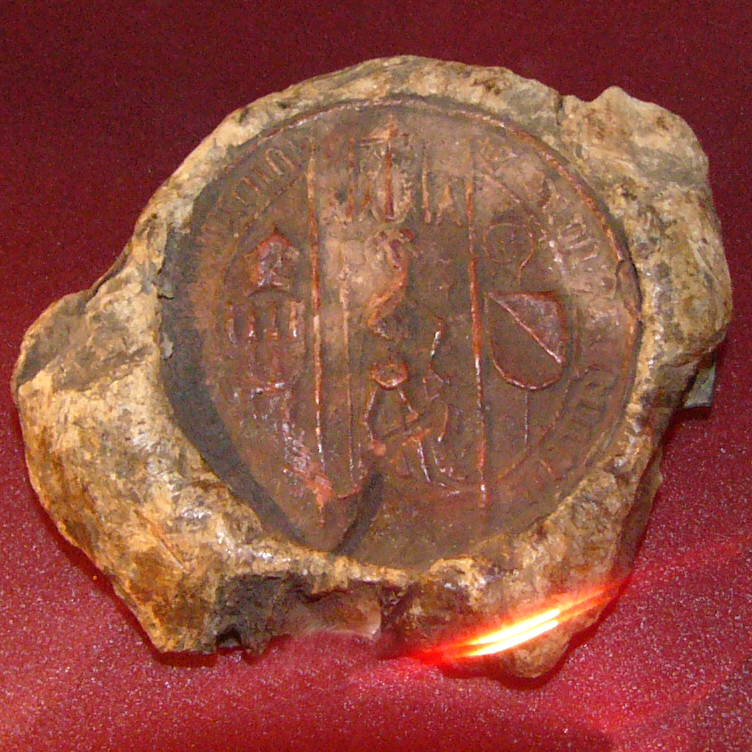
Pečeť Pavla z Miličína

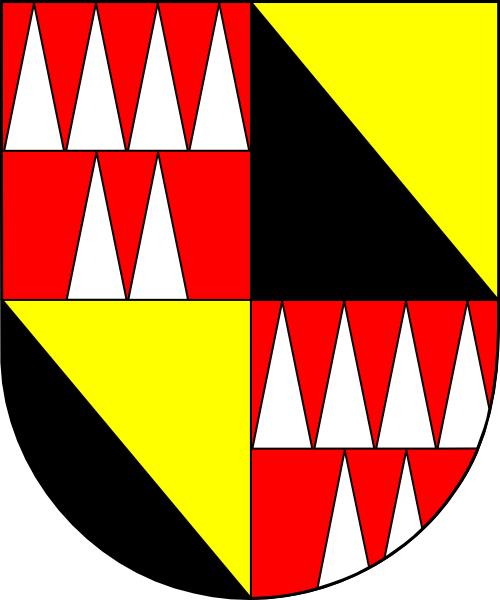
Erb Pavla z Miličína

Pavel z Miličína a Talmberka (Paul Miliczin, Paul von Miličin und Talmberg, či Paul von Militschin und Thalenberg † 2. května 1450) byl v letech 1434 až 1450 biskupem olomouckým.

## Původ a činnost
Pocházel z Čech, z rodu pánů z Talmberka. Roku 1420 se stal kanovníkem metropolitní kapituly u sv. Víta v Praze. Později se stal i kanovníkem olomouckým a v roce 1434 proboštem svatovítské kapituly.
Dne 3. října 1434 jej olomoucká kapitula zvolila 37. olomouckým biskupem. Biskupské svěcení přijal v Brně 1. ledna 1435 za přítomnosti císaře Zikmunda Lucemburského.
V roce 1436 se zúčastnil brněnských i jihlavských jednání, na nichž byla dohodnuta konečná formulace kompaktát. Dne 5. července pak byla Basilejská kompaktáta vyhlášena na sněmu v Jihlavě. 29. června 1438 vedl biskup Pavel z důvodu sedisvakance pražské arcidiecéze v katedrále sv. Víta v Praze korunovační ceremoniál nového českého krále Albrechta Habsburského.
Po husitských válkách začal obnovovat poničené biskupské statky. Roku 1440 sezval na hrad Blansek biskupské leníky, kteří jednali o záležitostech, týkajících se manských statků. V roce 1445 dokončil výstavbu kartouzy v Olomouci. Za jeho episkopátu se také vrátili na vyloupený a vypálený Velehradský klášter cisterciáci.
Biskup Pavel z Miličína zemřel 2. května 1450 a byl pohřben v kolegiátním kostele sv. Petra v Brně.